# Bibliothèque Medem
La Bibliothèque Medem (in italiano: biblioteca Medem) è  una grande biblioteca e mediateca francese. Ubicata al civico 29 di Rue du Château-d'Eau, nel 10 arrondissement di Parigi, si dedica allo studio e alla conservazione della lingua yiddish. Creata nel 2002 dalla fusione della Biblioteca Medem e dell’Associazione per lo studio e la diffusione della cultura yiddish.